# سیارک ۲۶۸۵۸
سیارک ۲۶۸۵۸ (به انگلیسی: 26858 Misterrogers، نامگذاری:1993FR) بیست و شش هزار و هشتصد و پنجاه و هشتمین سیارک کشف شده‌است که در ۲۱ مارس ۱۹۹۳ کشف شد.